# 二雅路站
二雅路站位于中华人民共和国湖北省武汉市东西湖区，是武汉地铁6号线的地铁车站。

## 车站
二雅路站为地下两层岛式车站，全长228m。车站主体围护结构设计410根围护桩，采用明挖法施工。

### 車站結構
| 地面      |                                     | 地鐵出入口                                |  |
| 地下 一层 | 站廳層                              | 售票机、客服中心、武漢通充值、洗手間      |  |
| 地下 二层 |                                     | █ 6号线列车往新城十一路（五环体育中心站） |  |
| 地下 二层 | 岛式月台，左边车门将会开启          |                                           |  |
| 地下 二层 | █ 6号线列车往東風公司（海口三路站） |                                           |  |

### 车站出口
|                                                 |      |      |
| 出口編號                                        | 設施 | 照片 |
| A                                               |      |      |
| B                                               |      |      |
| C                                               |      |      |
| D                                               |      |      |
| 注： 設有升降機 \| 設有輪椅升降台 \| 設有洗手間 |      |      |

### 内部链接
- 武汉轨道交通6号线